# Jean Augustin Bruno Gasser
Jean Augustin Bruno de Gasser (Fribourg, 4 december 1766 - aldaar, 11 december 1834) was een Zwitsers politicus.
Augustin de Gasser werd in 1787 in de Raad van Tweehonderd (kantonnaal parlement) van het kanton Fribourg gekozen en in 1788 werd hij staatscommissaris van het kanton. Na de inname van het kanton Fribourg door de revolutionaire Franse troepen in 1798 en de stichting van de Helvetische Republiek ging hij in de oppositie. In 1802 werd hij lid van de voorlopige regering van Fribourg.
Augustin de Gasser was van 1804 tot 1814 staatsschrijver van Zwitserland.
Augustin de Gasser werd in 1814 lid de Grote Raad van het kanton Fribourg (kantonsparlement) en van de Kleine Raad (regeringsraad) van het kanton. In 1814 werd hij afgevaardigde van het kanton Fribourg bij de Tagsatzung (vergadering van afgevaardigden van de Zwitserse kantons) en verving hiermee Jean de Montenach die naar Wenen ging om Fribourg te vertegenwoordigen op het Congres van Wenen.
Tijdens de Restauratie behoorde hij tot de conservatieven van Karl Ludwig von Haller.